# Стоян Маврудов
Стоян Маврудов (около 1810 – след 1875) е български търговец, банкер и обществен деец от Пловдив, активен през Възраждането. Известен е с изграждането на търговски канали между българските земи и Централна Европа, както и с приноса си към българската църковна и културна независимост.

## Биография
Стоян Маврудов е роден в Пловдив около 1810 г. Произхожда от семейство на абаджии. През 30-те години на XIX век започва търговия с текстил, кожи и подправки. Постепенно разширява дейността си и навлиза в международната търговия, поддържайки връзки със Солун, Белград и Виена.

## Банкова и търговска дейност
Маврудов е сред първите българи в Пловдив, които използват кредитни инструменти и създават мрежа от търговски посредници в чужбина. Смята се, че участва в неформална банкова дейност – предоставя заеми на занаятчии и земевладелци в Южна България.

## Обществена и културна дейност
През 60-те години на XIX век Маврудов дарява средства за основаването на първото читалище в Пловдив и подпомага печатницата на хаджи Никола Гешов. През 1868 г. финансира издаването на учебници за български училища в Османската империя. Съвременници отбелязват, че пловдивските търговци, сред които и Маврудов, „не само търгуват, но и мислят за училища, книги и свобода“.

## Исторически контекст
Дейността на Маврудов се развива в период на икономическо съзряване и културно възраждане. Търговци като него не само модернизират стопанството, но и насърчават образованието, печата и идеята за българска независимост.

## Памет
Името на Стоян Маврудов е познато от пловдивските архиви и от съвременни проучвания, но няма широка обществена известност.